# Bertulphe de Renty
Pour les articles homonymes, voir Bertulphe.
Saint Bertulphe (ou Bertulfe, Berton, Bertoul), né en Allemagne du Sud au VIIe siècle et décédé le 5 février 705 à Renty (Royaume d'Austrasie, actuelle France) était un prêtre devenu moine et fondateur de l’abbaye de Renty. Liturgiquement il est commémoré (localement) le 5 février.

## Biographie
Bertulphe est né de parents païens en Pannonie (Autriche-Hongrie actuelle). Encore jeune, au temps du roi Dagobert II, il émigre dans les Flandres. Sous l’influence de Audomar (saint Omer), évêque de Thérouanne, il se convertit au christianisme et demande le baptême.  Plus tard il reçoit l’ordination sacerdotale du même saint Omer.
Une amitié se développe avec le comte Wambert de Renty et sa femme. Bertulphe devient l’administrateur de leurs biens. Il est honnête, efficace et n’oublie pas de donner une part des revenus aux pauvres.  Son influence croissante sur le comte ne manque pas de créer des jalousies, mais Wambert lui garde sa confiance. 
À la suggestion de Bertulphe, Wambert construit quatre églises et entreprend même un pèlerinage à Rome avec sa femme. Son administrateur l’accompagne. Un incident grave durant le voyage, auquel échappe Bertulphe, convainc Wambert que son administrateur est protégé de Dieu. Sa confiance en lui augmente encore et il décide d’en faire son fils adoptif. 
Lorsque Wambert et sa femme meurent, Bertulphe décide de fonder un monastère avec les biens qu’il reçoit en héritage. C’est l’abbaye de Renty, dont les moines continuent son œuvre d’évangélisation de la région du Pas-de-Calais.  En 705 Bertulphe y meurt en odeur de sainteté.
Enterré dans son abbaye de Renty, son corps, déjà objet de dévotion populaire, est transféré à Boulogne-sur-Mer en 898 lorsque les invasions des Normands font craindre une profanation de sa tombe. Ensuite ce sera Harelbeke, en Flandres. Et, enfin, ses restes (dans un précieux reliquaire) reposeront à l’abbaye Saint-Pierre-au-Mont-Blandin de Gand (955).  Reliquaire et ossements du saint sont définitivement perdus lorsque les iconoclastes occupent et vandalisent l’abbaye (1578). 
Bertulphe est surtout connu en Artois sous le nom francisé de Bertin et fonda l'abbaye de Saint-Omer. 